# W76 (核弾頭)
W76はアメリカ合衆国が開発・運用している核弾頭。アメリカ海軍のトライデント潜水艦発射弾道ミサイル(SLBM)向けのものであり、2009年時点でも運用中である。
トライデント・ミサイルはMIRV弾頭を用いており、W76はMk4再突入体に搭載されている。詳細なサイズは不明であるが、重量は362.5ポンド。熱核弾頭であり、核出力は100ktである。ロスアラモス国立研究所において1973年より開発が開始され、1978年より1987年にかけて3,030発が生産された。
W76は老朽化が進んでおり、2000年から一部部品を更新し寿命を延長する計画が進められている。2012年までに完了する計画であり、寿命を延長したものはW76-1と呼称される。
W76-2と呼称される改良型がトライデントII用に開発が進められている。